# HKL M200
 HKL M200 전동차는 헬싱키 메트로에 사용되는 차량이다. 부오사리 지선이 개통된 후 추가 수요에 맞추기 위해 생산되었다.

## 제작
1998년 부오사리 지선이 개통된 후 증가한 지선 수요를 맞추기 위해 제작되었다. 원래 제작은 독일 도이치 와곤바우 AG(DWA)에서 진행할 예정이었으나, 1998년 봄바디어 인수 이후 봄바디어에서 제작하였다. 전장품은 알스톰 트랙시스 계열을 사용한다. 201-204호까지는 2000년 9월과 12월, 205-224호까지는 2001년 3월부터 10월까지 반입되었다. 반입 시에는 트레일러로 운송하였다.
1편성은 2량으로 고정되어 있으며 이론적으로 6중련까지 가능하지만 플랫폼 길이 때문에 실제로는 최대 3중련까지 가능하다. M200끼리는 서로 중련할 수 있으나, M100과는 호환되지 않아서 중련할 수 없다.

## 사진

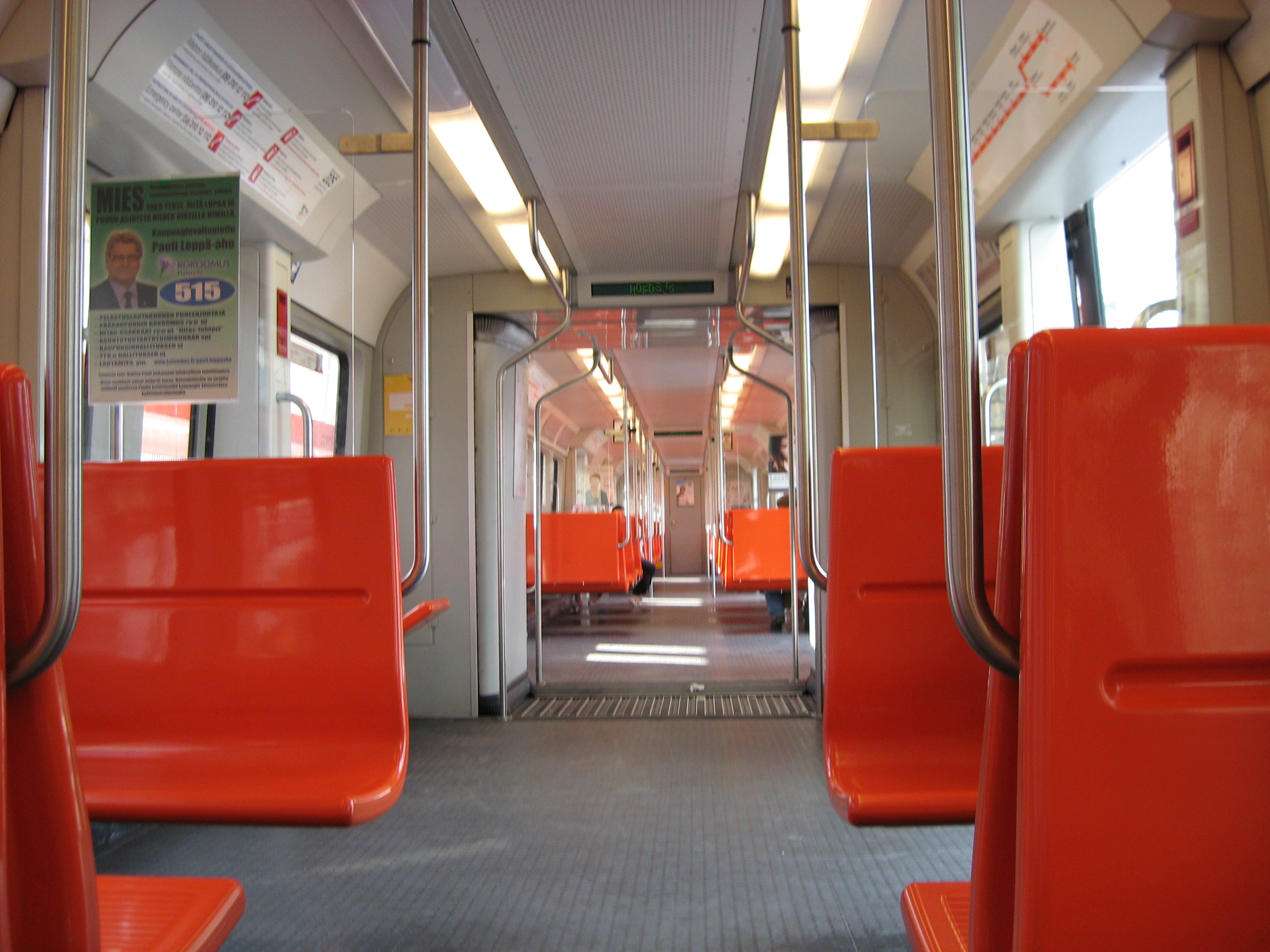
M200 차량 내부
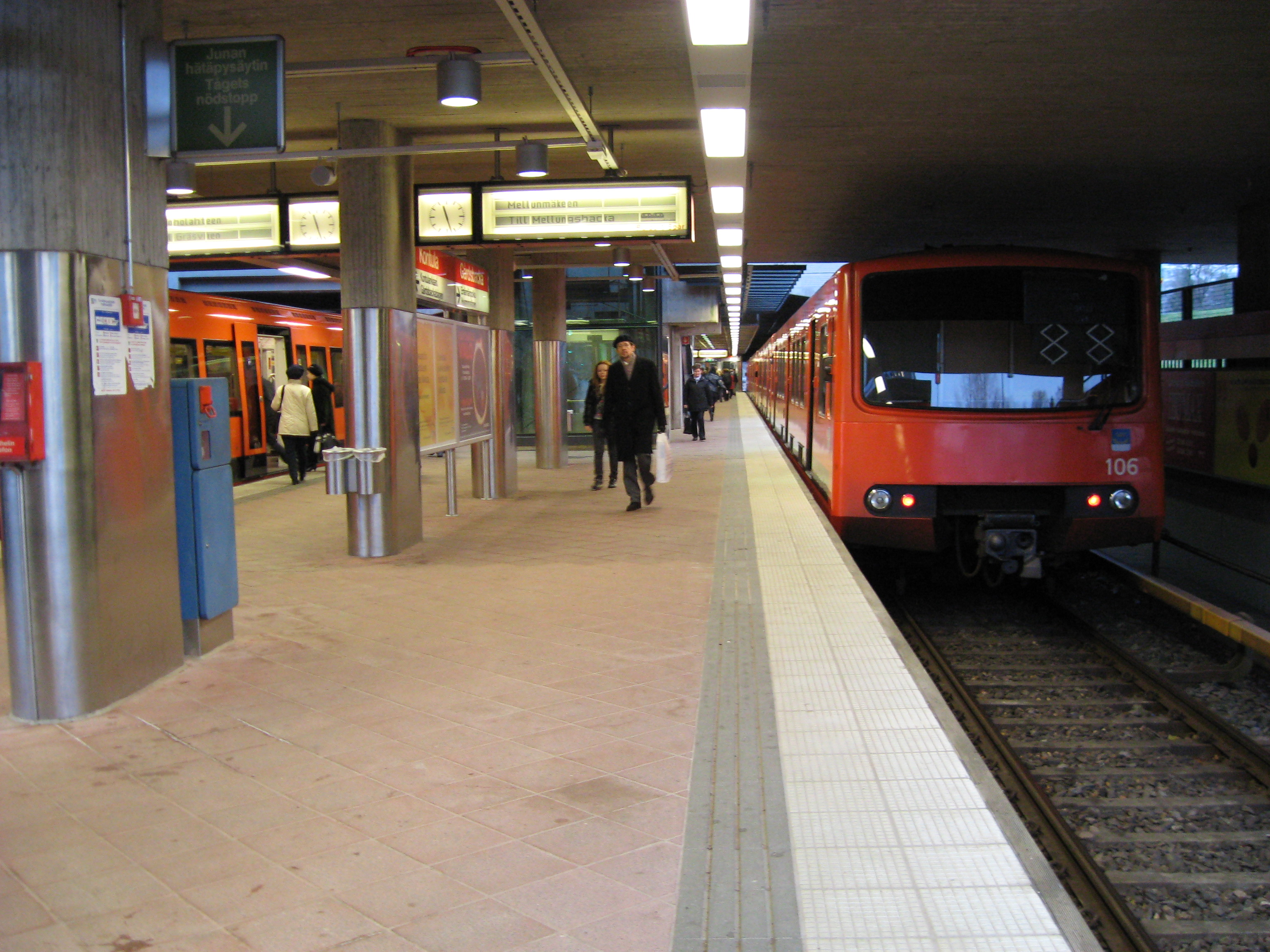
콘툴라 역에 정차한 M200

## 같이 보기
- HKL M100
- 헬싱키 메트로